# شهرستان سرنوودسکی
شهرستان سرنوودسکی (به لاتین: Sernovodsky District) یک منطقهٔ مسکونی در روسیه است که در چچن واقع شده‌است.

## جغرافیا
شهرستان سرنوودسکی در بخش غربی جمهوری چچن واقع شده‌است و از نظر اداری بخشی از ناحیهٔ سونژن به‌شمار می‌رود. مرکز اداری آن روستای سرنوودسکویه است. این شهرستان مساحتی حدود ۴۵۰ کیلومتر مربع دارد و عمدتاً منطقه‌ای روستایی با زمین‌های کشاورزی و مراتع است.

## تاریخ
این شهرستان در سال ۱۹۲۰ تأسیس شد. طی دهه‌های بعد، به دلیل موقعیت جغرافیایی و نزدیکی به مرز جمهوری اینگوش، در تحولات اداری و تغییرات مرزی منطقه نقش داشت.

## جمعیت
بر اساس سرشماری سال ۲۰۱۰، جمعیت شهرستان ۲۰٬۹۸۹ نفر بوده‌است که همگی در مناطق روستایی سکونت دارند. تراکم جمعیت آن حدود ۴۷ نفر در هر کیلومتر مربع است.  ترکیب جمعیتی شهرستان عمدتاً از مردم چچن تشکیل شده‌است و زبان‌های رایج در آن چچنی و روسی هستند.

## اقتصاد
اقتصاد شهرستان بیشتر بر کشاورزی، دامپروری و صنایع سبک محلی متمرکز است. همچنین به دلیل وجود چشمه‌های آب گرم معدنی در نزدیکی سرنوودسکویه، این شهرستان به‌عنوان یک منطقهٔ درمانی و گردشگری محلی نیز شناخته می‌شود.

## گردشگری
منطقهٔ سرنوودسکویه به خاطر چشمه‌های آب معدنی و استراحتگاه‌های درمانی شهرت دارد و در دوران شوروی یکی از مقاصد محبوب گردشگری سلامت در قفقاز شمالی بود. امروزه نیز برخی از این مراکز بازسازی و فعال شده‌اند.

## ساختار اداری و شهرداری
در ساختار اداری، شهرستان سرنوودسکی شامل دو بخش روستایی (selsoviets) و دو واحد سکونتگاهی روستایی است. این شهرستان فاقد شهر یا سکونتگاه شهری است و به‌طور کامل روستایی محسوب می‌شود.